# Rubén Vargas
Rubén Estephan Vargas Martinez (* 5. August 1998 in Adligenswil) ist ein Schweizer Fussballspieler, der beim FC Sevilla unter Vertrag steht und Schweizer Nationalspieler ist.

## Familie
Rubén Vargas Vater kommt aus der Dominikanischen Republik, seine Mutter ist schweizerisch-italienische Doppelbürgerin.

## Karriere

### Vereine
Seine Juniorenzeit verbrachte Rubén Vargas beim FC Adligenswil, beim SC Kriens und beim FC Luzern.
Im Sommer 2017 schaffte er den Sprung ins Kader der 1. Mannschaft des FC Luzern in die Super League.
Am 10. Mai unterschrieb er beim FC Luzern seinen ersten Profivertrag bis Ende Juni 2020. In der Schweizer Super League debütierte Vargas am 27. August 2017 beim Heimspiel gegen den FC Zürich, wo er eingewechselt wurde. Am 7. März 2018 verlängerte Vargas seinen Vertrag vorzeitig bis Ende Juni 2021. Am 2. April 2018 schoss Vargas beim 3:1-Heimsieg gegen den FC St. Gallen sein erstes Meisterschaftstor in der Super League für den FC Luzern. Am 7. Januar 2019 verlängerte Vargas seinen Vertrag beim FC Luzern vorzeitig bis Ende Juni 2022.
Zur Saison 2019/20 verpflichtete ihn der Bundesligist FC Augsburg und stattete ihn mit einem bis zum 30. Juni 2024 gültigen Vertrag aus. Am 2. Spieltag schoss er am 24. August 2019 im Heimspiel gegen Union Berlin sein erstes Bundesligator und am 3. Spieltag auswärts gegen Werder Bremen seinen ersten Doppelpack.
In der Winterpause der Saison 2024/25 verkaufte der FC Augsburg Vargas an den spanischen Fussballverein FC Sevilla.

### Nationalmannschaft
Er gehört den Kadern der Schweizer U21- sowie der A-Nationalmannschaft an. Sein Debüt für die U21 gab er am 16. Oktober 2018 in der EM-Qualifikation gegen die Nationalmannschaft Wales’, als er in der 59. Minute für João Oliveira eingewechselt wurde. Für das A-Team kam Vargas am 8. September 2019 nach einer Einwechslung beim 4:0 über Gibraltar zu seinem ersten Einsatz. Für die Europameisterschaft 2021 und 2024 sowie die Weltmeisterschaft 2022 wurde er ins Nati-Kader berufen.
Vargas spielte am 29. Juni 2024 im EM-Achtelfinale Schweiz gegen Italien. Er bereitete in der 37. Minute das 1:0 von Remo Freuler vor und schoss in der 46. Minute selbst das 2:0. Das Spiel endete 2:0.